# Agnes Rehni
Agnes Mary Rehni f. Andersen (24. maj 1887 i Maribo, død 3. november 1966 i København) var en dansk skuespillerinde. Hun var kendt for sin rolle som fru Sejersen i Far til fire-filmene.
Hun var datter af købmand Carl Peter Christian Andersen og hustru Marie Rasmussen. Fra 1911-1914 gik hun på Det Kongelige Teaters elevskole.
Skuespillerinde ved Dagmarteatret til 1924, Betty Nansen Teatret 1924-1930, Det Kongelige Teater 1930-1932. Herefter free-lance.
Har optrådt både i radio og på TV.

## Udvalgt filmografi
- Københavnere – 1933
- Flugten fra millionerne – 1934
- Giftes-nej tak – 1936
- Inkognito – 1937
- Champagnegaloppen – 1938
- Komtessen på Stenholt – 1939
- Sørensen og Rasmussen – 1940
- Sommerglæder – 1940
- Søren Søndervold – 1942
- Forellen – 1942
- Jeg mødte en morder – 1943
- Det gælder os alle – 1949
- Mosekongen – 1950
- Fodboldpræsten – 1951
- Det store løb – 1952
- Kærlighedsdoktoren – 1952
- Far til fire – 1953
- Min søn Peter – 1953
- Vi som går køkkenvejen – 1953
- Far til fire i sneen – 1954
- Far til fire i byen – 1956
- Far til fire og onkel Sofus – 1957
- Far til fire og ulveungerne – 1958
- Pigen i søgelyset – 1959
- Far til fire på Bornholm – 1959
- Helle for Helene – 1959
- Far til fire med fuld musik – 1961
- Støvsugerbanden – 1963
- Sommer i Tyrol – 1964
- Kampen om Næsbygaard – 1964
- En ven i bolignøden – 1965
- Næsbygaards arving – 1965